# Leioproctus basirufus
Leioproctus basirufus är en biart som först beskrevs av Carlos Schrottky 1920.  Leioproctus basirufus ingår i släktet Leioproctus och familjen korttungebin. Inga underarter finns listade i Catalogue of Life.